# Salvatierra de Santiago
Salvatierra de Santiago est une commune de la province de Cáceres dans la communauté autonome d'Estrémadure en Espagne.